# Verena Lenzen
Verena Lenzen (* 3. April 1957 in Eschweiler bei Aachen) ist emeritierte Professorin für Judaistik und Theologie / Christlich-Jüdisches Gespräch und ehemalige Leiterin des Instituts für Jüdisch-Christliche Forschung (IJCF) an der Theologischen Fakultät und der Kultur- und Sozialwissenschaftlichen Fakultät der Universität Luzern, Schweiz und Co-Präsidentin der Jüdisch/Römisch-katholischen Gesprächskommission der Schweiz.

## Biografie
Verena Lenzen studierte Judaistik, Katholische Theologie, Germanistik und Philosophie an den Universitäten Bonn und Köln. Nach dem Staatsexamen folgten 1987 die Promotion und 1995 die Habilitation an der Universität Bonn.
Im Auftrag der Deutschen Forschungsgemeinschaft führte sie mehrere Forschungsprojekte über „Jüdische Ethik und Christliche Ethik“ in Israel und den USA durch.
Sie erhielt zahlreiche Stipendien (Promotionsstipendium der Studienstiftung des deutschen Volkes, Postdoktoranden-Programm und Habilitationsprogramm der Deutschen Forschungsgemeinschaft, Heisenberg-Exzellenz-Programm der Deutschen Forschungsgemeinschaft) und Preise.
Ihr Engagement für den jüdisch-christlichen Dialog schlägt sich seit vielen Jahren in ihrer Forschungs- und Lehrtätigkeit nieder (Universitäten Bonn, Köln, Saarbrücken u. a.), in Gastvorlesungen an der Dormition Abbey in Jerusalem, in Vortragsreisen auf internationaler Ebene (Berlin, Hamburg, New York, Washington, Boston u. a.) und im Rahmen der Erwachsenenbildung. Das von ihr illustrierte Kinderbuch Die Reise der Zikaden (Kiel 1997) erzählt eine Geschichte zum Thema des interreligiösen Dialogs.
Am 1. Oktober 2001 hat Verena Lenzen die Professur für Judaistik und Theologie / Christlich-Jüdisches Gespräch sowie die Leitung des Instituts für Jüdisch-Christliche Forschung (IJCF) der Universität Luzern übernommen. Im Sommer 2022 wurde sie emeritiert.
Von 2002 bis 2016 war sie Vizepräsidentin der Gesellschaft Schweiz-Israel, Sektion Zentralschweiz.
Seit 2002 ist sie die katholische Co-Präsidentin der Jüdisch/Römisch katholischen Gesprächskommission (JRGK) in der Schweiz.
Papst Franziskus ernannte sie am 1. Juli 2019 zur Konsultorin der Kommission für die religiösen Beziehungen zum Judentum.
Im Juni 2021 wurde sie von der Schweizer Bischofskonferenz (SBK) zum Mitglied der Kommission für Theologie und Ökumene (TÖK) ernannt.

## Stiftungen
- Präsidentin der Universitätsstiftung der Universität Luzern (2015 bis 2020)
- Co-Präsidentin der Mount Zion Foundation (seit 2001 bis 2022)
- Vizepräsidentin der Stiftung Judentum/Christentum SJC (seit 2001 bis 2022)
- Vizepräsidentin der Otto Herz-Studienstiftung (seit 2001 bis 2022)
- Kuratoriumsmitglied der Stiftung Bibel und Kultur (seit 2003)
- Kuratoriumsmitglied Europäische Stiftung Aachener Dom (seit 2015)

## Ehrungen
- 1990: Ernst-Robert-Curtius-Förderpreis für Essayistik für ihre wissenschaftlich-literarische Darstellungskunst und engagierte Wissenschaft.
- 2004: Verdienstkreuz am Bande des Verdienstordens der Bundesrepublik Deutschland für ihre wissenschaftlichen Leistungen, ihre Verdienste im Bereich der Verbesserung der jüdisch-christlichen Beziehungen und ihren Einsatz für die Gleichberechtigung der Frau in Wissenschaft und Gesellschaft.

## Publikationen

### Autorschaft
- Selbsttötung. Ein philosophisch-theologischer Diskurs mit einer Fallstudie über Cesare Pavese. Düsseldorf 1987 (Diss.).
- Cesare Pavese. Tödlichkeit in Dasein und Dichtung. Ein Porträt. Piper Verlag, München 1989 („Buch des Monats“ im ORF, Wien).
- Jüdisches Leben und Sterben im Namen Gottes. Studien über die Heiligung des göttlichen Namens (Kiddusch HaSchem). München 1995 (Habilitationsschrift). 2. überarbeitete Auflage: Pendo Verlag, München-Zürich 2002.
- Moses. Pattloch Verlag, Augsburg 1996.
- Schalom Ben-Chorin, Ein Leben im Zeichen der Sprache und des jüdisch-christlichen Gesprächs. Hentrich&Hentrich, Berlin 2013.
- zusammen mit Jakob Hessing: Sebalds Blick. Göttingen 2015.

### Herausgeberschaft
- mit Schalom Ben-Chorin (Hrsg.): Lust an der Erkenntnis. Jüdische Theologie im 20. Jahrhundert. Ein Lesebuch. Piper Verlag, München 1988.
- Schalom Ben-Chorin: Begegnungen. Porträts bekannter und verkannter Zeitgenossen. Bleicher Verlag, Gerlingen 1991.
- Schalom Ben-Chorin: Theologia Judaica II. Gesammelte Aufsätze, Band 2. Verlag Mohr, Tübingen 1992.
- Schalom Ben-Chorin: Werke. Herausgegeben und eingeleitet von Verena Lenzen unter Mitwirkung von Avital Ben-Chorin. Gütersloher Verlagshaus, Gütersloh.
  - Band 1: Jugend an der Isar. (2001)
  - Band 2: Ich lebe in Jerusalem. Ein Bekenntnis zu Geschichte und Gegenwart. (2003)
  - Band 3: Zwiesprache mit Martin Buber. (2004)
  - Band 4: Bruder Jesus. Der Nazarener in jüdischer Sicht. (2005)
  - Band 5: Paulus. Der Völkerapostel in jüdischer Sicht. (2006)
  - Band 6: Mutter Mirjam. Maria in jüdischer Sicht. (2006)
- Erinnerung als Herkunft der Zukunft. Peter Lang Verlag, Bern 2008 (= Judaica et Christiana, Simon Lauer und Clemens Thoma, Band 22: Zum Jubiläumssymposium des Instituts für Jüdisch-Christliche Forschung an der Universität Luzern (17. – 19. September 2006))
- mit Denis Maier und Stefan Heinzmann: Das Studium des Judentums und die Jüdisch-Christliche Begegnung. Vandenhoeck & Ruprecht, Göttingen 2013.